# Martin Dejdar
Martin Dejdar (* 11. března 1965 Vysoké Mýto) je český herec, tanečník, zpěvák, komik, moderátor a filmový producent.

## Studium a profesionální kariéra
Martin Dejdar pochází z Chrasti u Chrudimi. V roce 1987 ukončil studium na pražské DAMU a nastoupil ke svému prvnímu divadelnímu angažmá do pražského klubového divadla Studio Ypsilon. V tomto souboru byli jeho kolegy například Jiří Lábus nebo Oldřich Kaiser a mnozí další.
V roce 1993 získal svou první hlavní roli ve filmovém muzikálu Šakalí léta. Následovaly filmy Amerika a Učitel tance, za druhý jmenovaný obdržel v roce 1995 cenu Český lev za nejlepší mužský herecký výkon v hlavní roli.
V roce 1999 měl premiéru film Panství, který Martin Dejdar koprodukoval a hrál v něm hlavní roli, jako producent se následně podílel také na filmu Eliška má ráda divočinu.
Kromě filmů byl obsazen do hlavních rolí televizních seriálů Zdivočelá země, Konec velkých prázdnin nebo Poslední sezona.
Především svůj komediální talent a pohotovost využil Martin Dejdar při práci moderátora zábavných televizních pořadů jako Šance, Ptákoviny, Na vlastní nebezpečí nebo Vaše velká premiéra.
Pro televizi dabuje Barta Simpsona v kresleném seriálu Simpsonovi. V dabingu dále propůjčil hlas například i Jimu Carreymu.
V roce 2006 založil společně s producentem Romanem Rounem hokejovou charitativní show HC Olymp.
Od září 2008 do října 2011 jej diváci mohli pravidelně vídat na TV Nova v původním českém sitcomu Comeback, kde hrál Františka „Ozzáka“ Pacovského.
Pro roky 2011 a 2012 se stal členem poroty 2. a 3. ročníku Česko Slovensko má talent.
V roce 2017 se stal soutěžícím v pořadu Tvoje tvář má známý hlas. V následující sérii se stal hereckým koučem nových soutěžících.
Od roku 2019 hraje mjr. Josefa Strouhala v seriálu Specialisté.
V roce 2020 vytvořil internetový projekt „Přání pro tebe“ s cílem pomáhat hercům, hudebníkům, zpěvákům a dalším tvůrčím osobnostem překlenout výpadek příjmu způsobený omezeními provozu divadel a kulturních zařízení souvisejícími se snahou zabránit šíření viru SARS-COV-2. Prostřednictvím internetového portálu služba nabízela k zakoupení krátké audiovizuální pohlednice s přáními od českých celebrit. Spolu s aktéry webu se však stal terčem vulgárních a nenávistných útoků, které jako autor projektu odmítl snášet a projekt zastavil. Zda se původci zmíněných nenávistných útoků začala zabývat policie nebo státní zastupitelství, není dosud známo.

## Osobní život
V roce 1994 se oženil s Danielou Švábovou, s níž má syna Matěje (* 1998) a dceru Sáru (* 2004/2005).
Bratrem jeho ženy je Michael Šváb, bývalý filmový producent, který byl v roce 2014 odsouzen na doživotí jakožto vůdce Švábova gangu.

## Divadelní role
- 1985 José Triana: Noc vrahů absolventské představení DAMU, překlad: Lilian Grubačky, režie: Oldřich Kužílek, scéna a kostýmy: Jan Tobola, hudba: Michael Kocáb; hráli: Lalo: Martin Dejdar, Cuca: Karolína Frýdecká, Beba: Barbora Hrzánová, pedagogické vedení: Ladislav Vymětal, Jarmila Konečná, Albert Pražák, Jarmila Krulišová, Regina Rázlová, František Němec, Jaroslav Satoranský. Později reprízováno v Klubu v Řeznické.[8]

## Diskografie
- 1995 Splašil se kůň našíř